# Torneo di Viareggio 2024
Il Torneo di Viareggio 2024 è stata la settantaquattresima edizione del torneo calcistico internazionale, riservato alle formazioni giovanili e organizzato dal CGC Viareggio. La competizione si è svolta tra il 12 e il 26 febbraio.
Il torneo ha visto la partecipazione di 24 squadre appartenenti alla categoria Under-18, 9 formazioni italiane e 15 straniere.

## Squadre partecipanti

### Squadre italiane
- Avellino
- Carrarese
- Empoli
- Fiorentina
- Imolese
- Lucchese
- Pontedera
- Rappres. Serie D
- Sassuolo
- Torino

### Altre squadre europee
- Galatasaray -
- Honvéd -
- Jovenes Promesas -
- Ruch L'viv -
- Stella Rossa -

### Squadre nordamericane e sudamericane
- Westchester United -
- UYSS New York -
- Ibrachina -

### Squadre africane
- Alex Transfiguration -
- Beyond Limits -
- Centre National Brazzaville -
- Mavlon -
- Ojodu City -

### Squadre oceaniane
- Melbourne City -

## Formato

### Fase a gironi
I 24 club partecipanti sono stati divisi in sei gironi da quattro squadre ciascuno.
- Le 24 squadre saranno divise in 6 gironi (1, 2, 3, 4, 5, 6), composti da 4 squadre.

Il gruppo A comprenderà i gironi 1, 2, 3 e il gruppo B comprenderà i gironi 4, 5, 6.
Le squadre si incontreranno in gare di sola andata della durata di 90 minuti.
Le classifiche saranno redatte in base ai seguenti criteri: 3 (tre) punti per ogni gara vinta, 1 (uno) punto per ogni gara terminata in parità, 0 (zero) punti per la sconfitta.
In caso di parità di punteggio valgono i criteri in ordine elencati:
- Esito incontri diretti;
- Differenza reti negli incontri diretti fra le squadre a parità di punti;
- Differenza reti nel totale degli incontri disputati nel Girone;
- Maggior numero di reti segnate sul totale degli incontri disputati nel Girone;
- Età media più bassa della lista dei calciatori iscritti al Torneo;

Saranno ammesse alla fase successiva le due squadre meglio classificate di ciascun girone e le due migliori terze di ciascun gruppo.

## Fase a gironi

### Gruppo A

#### Girone 1
| Squadra            | P.ti | G | V | P | S | GF | GS | DR |
| ------------------ | ---- | - | - | - | - | -- | -- | -- |
| Sassuolo           | 7    | 3 | 2 | 1 | 0 | 11 | 2  | +9 |
| Westchester United | 4    | 3 | 1 | 1 | 1 | 4  | 8  | -4 |
| Lucchese           | 3    | 3 | 0 | 3 | 0 | 2  | 2  | 0  |
| Galatasaray        | 1    | 3 | 0 | 1 | 2 | 3  | 8  | -5 |

| Arbitro: | Magherini (Prato) |

|                                         |           |  |
| Negri 16’ Anastasini 38’ Gjyla 87’, 90’ | Marcatori |  |

| Lucca 12 febbraio 2024, ore 15:00 CET 1ª giornata | Westchester United   | 0 – 0 referto | Lucchese | Stadio “Saltocchio”\| Arbitro: \| Giannini (Pontedera) \| |
| Arbitro:                                          | Giannini (Pontedera) |               |          |                                                           |

| Arbitro: | Iglio (Pistoia) |

|                                                         |           |             |
| Gjyla 19’ (rig.) Danciutiu 35’, 38’, 44’ Negri 79’, 90’ | Marcatori | 20’ Maricic |

| Arbitro: | Gardella (Chiavari) |

|           |           |          |
| Dilek 12’ | Marcatori | 15’ Riad |

| Arbitro: | Sandri (La Spezia) |

|                        |           |           |
| Giovannetti 27’ (aut.) | Marcatori | 45’ Leone |

| Arbitro: | Bigongiari (Lucca) |

|                    |           |                               |
| Guner 5’ Dilek 73’ | Marcatori | 26’, 65’ Cherif 34’ Gjonbalaj |

#### Girone 2
| Squadra       | P.ti | G | V | P | S | GF | GS | DR  |
| ------------- | ---- | - | - | - | - | -- | -- | --- |
| Beyond Limits | 9    | 3 | 3 | 0 | 0 | 15 | 4  | +11 |
| Fiorentina    | 6    | 3 | 2 | 0 | 1 | 11 | 7  | +4  |
| Stella Rossa  | 3    | 3 | 1 | 0 | 2 | 5  | 9  | -4  |
| Carrarese     | 0    | 3 | 0 | 0 | 3 | 2  | 13 | -11 |

| Arbitro: | Baldasseroni (Prato) |

|                                   |           |            |
| Ofoma 12’, 57’ Deli 50’ Cuomo 66’ | Marcatori | 76’ Tucker |

| Arbitro: | Giacomelli (Pisa) |

|  |           |                                                                   |
|  | Marcatori | 1’ Mogaji 6’ Adegboyega 13’, 37’ Arierhi 69’ Ogundare 81’ Ayodele |

| Arbitro: | Giovannini (Prato) |

|                            |           |  |
| Ofoma 18’ Mendoza 20’, 53’ | Marcatori |  |

| Arbitro: | Mascelloni (Grosseto) |

|  |           |                                     |
|  | Marcatori | 63’ Adegboyega 71’ Cole 83’ Ayodele |

| Arbitro: | Marchi (Siena) |

|                                                                  |           |                                                   |
| Adegboyega 4’ Ayodele 6’ Isaac 12’ Ogundare 39’, 50’, 59’ (rig.) | Marcatori | 38’, 61’ (rig.) Puzzoli 79’ Maiorana 84’ Generali |

| Arbitro: | Costantini (Livorno) |

|                                             |           |                  |
| Ivanovic 55’ Borovic 84’, 88’ Yuliang 90+1’ | Marcatori | 65’, 76’ Sansaro |

#### Girone 3
| Squadra              | P.ti | G | V | P | S | GF | GS | DR |
| -------------------- | ---- | - | - | - | - | -- | -- | -- |
| Honvéd               | 7    | 3 | 2 | 1 | 0 | 5  | 3  | +2 |
| Alex Transfiguration | 4    | 3 | 1 | 1 | 1 | 6  | 5  | +1 |
| Ibrachina            | 3    | 3 | 1 | 0 | 2 | 9  | 9  | 0  |
| Pontedera            | 3    | 3 | 1 | 0 | 2 | 4  | 7  | -3 |

| Arbitro: | Scalisi (Carrara) |

|                     |           |                    |
| Hancz 26’ Simon 77’ | Marcatori | 14’ (rig.) Gabriel |

| Arbitro: | Ogliormino (Piombino) |

|              |           |  |
| Coviello 61’ | Marcatori |  |

| Arbitro: | Bello (Empoli) |

|                            |           |              |
| Sebastien 45’ Gyenes 90+1’ | Marcatori | 60’ Coviello |

| Arbitro: | Bo (Livorno) |

|                                      |           |                                                   |
| Piovezan 37’ Enrique 42’ Gabryel 69’ | Marcatori | 19’, 26’, 58’ Madubuko 31’ Kilani 45+1’ Nwachukwu |

| Arbitro: | Pisaneschi (Prato) |

|          |           |          |
| Okoro 9’ | Marcatori | 47’ Nagy |

| Arbitro: | Cornello (Firenze) |

|                                                       |           |                              |
| Cardoso 17’ Versiani 29’, 50’, 87’ Enrique 57’ (rig.) | Marcatori | 38’ Salvadori 80’ Santini L. |

### Gruppo B

#### Girone 4
| Squadra        | P.ti | G | V | P | S | GF | GS | DR |
| -------------- | ---- | - | - | - | - | -- | -- | -- |
| Ojodu City     | 6    | 3 | 2 | 0 | 1 | 6  | 4  | +2 |
| Imolese        | 6    | 3 | 2 | 0 | 1 | 4  | 3  | +1 |
| Empoli         | 3    | 3 | 1 | 0 | 2 | 2  | 3  | -1 |
| Melbourne City | 3    | 3 | 1 | 0 | 2 | 4  | 6  | -2 |

| Arbitro: | Calise (Piombino) |

|                            |           |  |
| Massarelli 35’ Pagni 90+2’ | Marcatori |  |

| Arbitro: | Bagni (Prato) |

|            |           |                         |
| Camara 32’ | Marcatori | 39’ Obalowu 68’ Ibrahim |

| Arbitro: | Noto (Pisa) |

|  |           |           |
|  | Marcatori | 78’ Molla |

| Arbitro: | Bresciani (Chiavari) |

|                                   |           |                       |
| Myles 27’ Memeti 36’ Kellis 90+5’ | Marcatori | 56’ Nlend 84’ Ibrahim |

| Arbitro: | Nafra (Valdarno) |

|                        |           |  |
| Subair 31’ Ibrahim 60’ | Marcatori |  |

| Arbitro: | Erriquez (Firenze) |

|              |           |               |
| Necovski 83’ | Marcatori | 7’, 35’ Manes |

#### Girone 5
| Squadra                     | P.ti | G | V | P | S | GF | GS | DR  |
| --------------------------- | ---- | - | - | - | - | -- | -- | --- |
| Torino                      | 7    | 3 | 2 | 1 | 0 | 10 | 2  | +8  |
| Ruch L'viv                  | 6    | 3 | 2 | 0 | 1 | 6  | 2  | +4  |
| Centre National Brazzaville | 4    | 3 | 1 | 1 | 1 | 10 | 4  | +6  |
| U.Y.S.S. New York           | 0    | 3 | 0 | 0 | 3 | 0  | 18 | -18 |

| Arbitro: | Subhan (Pontedera) |

|  |           |                                                                                 |
|  | Marcatori | 5’, 32’ Moaussavou 26’ Pounga 44’, 50’ Wumba 60’ Lengomba 69’ Olani 77’ Bizenga |

| Arbitro: | Passaglia (Lucca) |

|                          |           |  |
| Galantai 64’ (rig.), 79’ | Marcatori |  |

| Arbitro: | Marongiu (Livorno) |

|                     |           |  |
| Boiko 60’ Turko 80’ | Marcatori |  |

| Arbitro: | Banfi (Prato) |

|                                                                    |           |  |
| Galantai 7’ Kazaldzhiev 31’ Soulier 45+1’ Vlad 74’, 90+2’ Kadi 81’ | Marcatori |  |

| Arbitro: | Fraticelli (Genova) |

|                                 |           |                          |
| Mbecke 39’ Moussavou 60’ (rig.) | Marcatori | 34’ Vlad 67’ Kazaldzhiev |

| Arbitro: | Ferrara (Piombino) |

|                                                  |           |  |
| Gorlo 37’ (rig.), 59’ Shayda 49’ Muzhilovsky 75’ | Marcatori |  |

#### Girone 6
| Squadra                 | P.ti | G | V | P | S | GF | GS | DR |
| ----------------------- | ---- | - | - | - | - | -- | -- | -- |
| Rappresentativa Serie D | 7    | 3 | 2 | 1 | 0 | 6  | 1  | +5 |
| Mavlon                  | 6    | 3 | 2 | 0 | 1 | 6  | 3  | +3 |
| Avellino                | 4    | 3 | 1 | 1 | 1 | 5  | 5  | 0  |
| Jovenes Promesas        | 0    | 3 | 0 | 0 | 3 | 1  | 9  | -8 |

| Arbitro: | Enned (Firenze) |

|                                            |           |  |
| Bianchi 18’, 45’, 76’ Giacona 90+1’ (rig.) | Marcatori |  |

| Arbitro: | Marchetti (Chiavari) |

|             |           |                               |
| Mutanda 22’ | Marcatori | 4’, 28’ Elisha 56’, 67’ Agada |

| Arbitro: | Improda (Empoli) |

|                   |           |           |
| Bianchi 5’ (rig.) | Marcatori | 72’ Fusco |

| Arbitro: | Argenti (Grosseto) |

|                    |           |                 |
| Losacco 42’ (rig.) | Marcatori | 1’, 90+5’ Agada |

| Arbitro: | Cravini (Livorno) |

|  |           |                   |
|  | Marcatori | 8’ (rig.) Giacona |

| Arbitro: | Bernardini (Piombino) |

|  |           |                                              |
|  | Marcatori | 39’ Campanile 68’ (rig.) Fusco 90+2’ Mutanda |

## Fase a eliminazione diretta
|  | Ottavi di finale            | Ottavi di finale            | Ottavi di finale                  |                                   |                             | Quarti di finale            | Quarti di finale | Quarti di finale |  |  | Semifinali | Semifinali | Semifinali |  |  | Finale | Finale | Finale |  |
|  |                             |                             |                                   |                                   |                             |                             |                  |                  |  |  |            |            |            |  |  |        |        |        |  |
|  | Torino                      | Torino                      | 3                                 |                                   |                             |                             |                  |                  |  |  |            |            |            |  |  |        |        |        |  |
|  | Torino                      | Torino                      | 3                                 |                                   |                             |                             |                  |                  |  |  |            |            |            |  |  |        |        |        |  |
|  | Lucchese                    | Lucchese                    | 0                                 |                                   |                             |                             |                  |                  |  |  |            |            |            |  |  |        |        |        |  |
|  | Lucchese                    | Lucchese                    | 0                                 |                                   | Torino                      | Torino                      | 1                |                  |  |  |            |            |            |  |  |        |        |        |  |
|  |                             |                             |                                   |                                   | Torino                      | Torino                      | 1                |                  |  |  |            |            |            |  |  |        |        |        |  |
|  |                             |                             | Beyond Limits                     | Beyond Limits                     | 2                           |                             |                  |                  |  |  |            |            |            |  |  |        |        |        |  |
|  | Beyond Limits               | Beyond Limits               | Beyond Limits                     | Beyond Limits                     | 2                           | 3                           |                  |                  |  |  |            |            |            |  |  |        |        |        |  |
|  | Beyond Limits               | Beyond Limits               |                                   |                                   |                             |                             |                  |                  |  |  |            |            |            |  |  |        |        |        |  |
|  | Avellino                    | Avellino                    | 1                                 |                                   |                             |                             |                  |                  |  |  |            |            |            |  |  |        |        |        |  |
|  | Avellino                    | Avellino                    | 1                                 |                                   | Beyond Limits               | Beyond Limits               | 2                |                  |  |  |            |            |            |  |  |        |        |        |  |
|  |                             |                             |                                   |                                   |                             |                             |                  |                  |  |  |            |            |            |  |  |        |        |        |  |
|  |                             |                             | Ojodu City                        | Ojodu City                        | 1                           |                             |                  |                  |  |  |            |            |            |  |  |        |        |        |  |
|  | Honvéd                      | Honvéd                      | Ojodu City                        | Ojodu City                        | 1                           | 2                           |                  |                  |  |  |            |            |            |  |  |        |        |        |  |
|  | Honvéd                      | Honvéd                      |                                   |                                   |                             |                             |                  |                  |  |  |            |            |            |  |  |        |        |        |  |
|  | Imolese                     | Imolese                     | 1                                 |                                   |                             |                             |                  |                  |  |  |            |            |            |  |  |        |        |        |  |
|  | Imolese                     | Imolese                     | 1                                 |                                   | Honvéd                      | Honvéd                      | 0                |                  |  |  |            |            |            |  |  |        |        |        |  |
|  |                             |                             |                                   |                                   | Honvéd                      | Honvéd                      | 0                |                  |  |  |            |            |            |  |  |        |        |        |  |
|  |                             |                             | Ojodu City                        | Ojodu City                        | 4                           |                             |                  |                  |  |  |            |            |            |  |  |        |        |        |  |
|  | Ojodu City                  | Ojodu City                  | Ojodu City                        | Ojodu City                        | 4                           | 5                           |                  |                  |  |  |            |            |            |  |  |        |        |        |  |
|  | Ojodu City                  | Ojodu City                  |                                   |                                   |                             |                             |                  |                  |  |  |            |            |            |  |  |        |        |        |  |
|  | Westchester United          | Westchester United          | 0                                 |                                   |                             |                             |                  |                  |  |  |            |            |            |  |  |        |        |        |  |
|  | Westchester United          | Westchester United          | 0                                 |                                   | Beyond Limits               | Beyond Limits               | 2                |                  |  |  |            |            |            |  |  |        |        |        |  |
|  |                             |                             |                                   |                                   |                             |                             |                  |                  |  |  |            |            |            |  |  |        |        |        |  |
|  |                             |                             | Centre National Brazzaville       | Centre National Brazzaville       | 0                           |                             |                  |                  |  |  |            |            |            |  |  |        |        |        |  |
|  | Rappresentativa Serie D     | Rappresentativa Serie D     | Centre National Brazzaville       | Centre National Brazzaville       | 0                           | 1                           |                  |                  |  |  |            |            |            |  |  |        |        |        |  |
|  | Rappresentativa Serie D     | Rappresentativa Serie D     |                                   |                                   |                             |                             |                  |                  |  |  |            |            |            |  |  |        |        |        |  |
|  | Ibrachina                   | Ibrachina                   | 0                                 |                                   |                             |                             |                  |                  |  |  |            |            |            |  |  |        |        |        |  |
|  | Ibrachina                   | Ibrachina                   | 0                                 |                                   | Rappresentativa Serie D     | Rappresentativa Serie D     | 0 (3)            |                  |  |  |            |            |            |  |  |        |        |        |  |
|  |                             |                             |                                   |                                   | Rappresentativa Serie D     | Rappresentativa Serie D     | 0 (3)            |                  |  |  |            |            |            |  |  |        |        |        |  |
|  |                             |                             | Centre National Brazzaville (dtr) | Centre National Brazzaville (dtr) | 0 (4)                       |                             |                  |                  |  |  |            |            |            |  |  |        |        |        |  |
|  | Sassuolo                    | Sassuolo                    | Centre National Brazzaville (dtr) | Centre National Brazzaville (dtr) | 0 (4)                       | 1                           |                  |                  |  |  |            |            |            |  |  |        |        |        |  |
|  | Sassuolo                    | Sassuolo                    |                                   |                                   |                             |                             |                  |                  |  |  |            |            |            |  |  |        |        |        |  |
|  | Centre National Brazzaville | Centre National Brazzaville | 2                                 |                                   |                             |                             |                  |                  |  |  |            |            |            |  |  |        |        |        |  |
|  | Centre National Brazzaville | Centre National Brazzaville | 2                                 |                                   | Centre National Brazzaville | Centre National Brazzaville | 1                |                  |  |  |            |            |            |  |  |        |        |        |  |
|  |                             |                             |                                   |                                   |                             |                             |                  |                  |  |  |            |            |            |  |  |        |        |        |  |
|  |                             |                             | Mavlon                            | Mavlon                            | 0                           |                             |                  |                  |  |  |            |            |            |  |  |        |        |        |  |
|  | Ruch L'viv                  | Ruch L'viv                  | Mavlon                            | Mavlon                            | 0                           | 0                           |                  |                  |  |  |            |            |            |  |  |        |        |        |  |
|  | Ruch L'viv                  | Ruch L'viv                  |                                   |                                   |                             |                             |                  |                  |  |  |            |            |            |  |  |        |        |        |  |
|  | Alex Transfiguration        | Alex Transfiguration        | 2                                 |                                   |                             |                             |                  |                  |  |  |            |            |            |  |  |        |        |        |  |
|  | Alex Transfiguration        | Alex Transfiguration        | 2                                 |                                   | Alex Transfiguration        | Alex Transfiguration        | 1                |                  |  |  |            |            |            |  |  |        |        |        |  |
|  |                             |                             |                                   |                                   | Alex Transfiguration        | Alex Transfiguration        | 1                |                  |  |  |            |            |            |  |  |        |        |        |  |
|  |                             |                             | Mavlon                            | Mavlon                            | 2                           |                             |                  |                  |  |  |            |            |            |  |  |        |        |        |  |
|  | Fiorentina                  | Fiorentina                  | Mavlon                            | Mavlon                            | 2                           | 2                           |                  |                  |  |  |            |            |            |  |  |        |        |        |  |
|  | Fiorentina                  | Fiorentina                  |                                   |                                   |                             |                             |                  |                  |  |  |            |            |            |  |  |        |        |        |  |
|  | Mavlon                      | Mavlon                      | 3                                 |                                   |                             |                             |                  |                  |  |  |            |            |            |  |  |        |        |        |  |

### Ottavi di finale
| Squadra 1               | Risultato | Squadra 2                   |
| ----------------------- | --------- | --------------------------- |
| Ojodu City              | 5 - 0     | Westchester United          |
| Fiorentina              | 2 - 3     | Mavlon                      |
| Rappresentativa Serie D | 1 - 0     | Ibrachina                   |
| Beyond Limits           | 3 - 1     | Avellino                    |
| Honvéd                  | 2 - 1     | Imolese                     |
| Sassuolo                | 1 - 2     | Centre National Brazzaville |
| Torino                  | 3 - 0     | Lucchese                    |
| Ruch L'viv              | 0 - 2     | Alex Transfiguration        |

| Arbitro: | Vaggelli (Prato) |

|                                                  |           |  |
| Ibrahim 7’ (rig.), 71’, 90’ Subair 40’ Nlend 85’ | Marcatori |  |

| Arbitro: | Foresi (Livorno) |

|                       |           |                       |
| Maiorana 73’ Deli 90’ | Marcatori | 40’, 65’, 90+2’ Agada |

| Arbitro: | Scarabelli (Firenze) |

|                     |           |  |
| Castilho 49’ (aut.) | Marcatori |  |

| Arbitro: | Ghelardoni (Pisa) |

|                                            |           |              |
| Lanzone 18’ (aut.) Isaac 54’ Ayodele 90+3’ | Marcatori | 60’ Palamara |

| Arbitro: | Conti (Genova) |

|                     |           |             |
| Simon 35’ Hancz 89’ | Marcatori | 90+7’ Manes |

| Arbitro: | Poggianti (Livorno) |

|              |           |                    |
| Cardascio 4’ | Marcatori | 63’, 69’ Moussavou |

| Arbitro: | Fantoni (Valdarno) |

|                               |           |  |
| Vlad 27’ Finizio 42’ Kadi 52’ | Marcatori |  |

| Arbitro: | Latini (Empoli) |

|  |           |                        |
|  | Marcatori | 40’ Madubuka 48’ Adzuu |

### Quarti di finale
| Squadra 1               | Risultato       | Squadra 2                   |
| ----------------------- | --------------- | --------------------------- |
| Torino                  | 1 - 2           | Beyond Limits               |
| Honvéd                  | 0 - 4           | Ojodu City                  |
| Rappresentativa Serie D | 0 - 0 (3-4 dtr) | Centre National Brazzaville |
| Alex Transfiguration    | 1 - 2           | Mavlon                      |

| Arbitro: | Zmau (Prato) |

|             |           |                       |
| Armocida 7’ | Marcatori | 29’ Dikko 54’ Ayodele |

| Arbitro: | Noto (Pisa) |

|  |           |                                   |
|  | Marcatori | 15’, 26’, 86’ Ibrahim 55’ Obalowu |

| Arbitro: | Mascelloni (Grosseto) |

|                                        |                      |                                       |
| Primasso Tosini Bucci Valenti Lettieri | Tiri di rigore 3 – 4 | Pounga Ndzoukou Moussavou Wumba Olani |

| Arbitro: | Crova (Chiavari) |

|             |           |                     |
| Madubuko 5’ | Marcatori | 53’ Inuwa 65’ Agada |

### Semifinali
| Squadra 1                   | Risultato | Squadra 2  |
| --------------------------- | --------- | ---------- |
| Beyond Limits               | 2 - 1     | Ojodu City |
| Centre National Brazzaville | 1 - 0     | Mavlon     |

| Arbitro: | Lorenzi (Pistoia) |

|                      |           |             |
| Arierhi 3’ Isaac 53’ | Marcatori | 15’ Ibrahim |

| Arbitro: | Fioravanti (Firenze) |

|               |           |  |
| Moussavou 42’ | Marcatori |  |

### Finale
| Squadra 1     | Risultato | Squadra 2                   |
| ------------- | --------- | --------------------------- |
| Beyond Limits | 2 - 0     | Centre National Brazzaville |

| Arbitro: | Marinelli (Tivoli) |

|                                  |            |        |
| Arierhi 18’ Mafouloou 26’ (aut.) | Marcatori  |        |
| Olumide                          | Allenatori | Cesana |

## Classifica marcatori
| Gol | Rigori |  | Giocatore          | Squadra                     |
| --- | ------ |  | ------------------ | --------------------------- |
| 10  | 1      |  | Hafiz Umar Ibrahim | Ojodu City                  |
| 8   |        |  | Charles Adah Agada | Mavlon                      |
| 5   |        |  | Shina Ayodele      | Beyond Limits               |
| 5   | 1      |  | Henry Madubuko     | Alex Transfiguration        |
| 5   |        |  | Kparobo Arierhi    | Beyond Limits               |
| 5   | 1      |  | Moussavou          | Centre National Brazzaville |

## Premi
- 14º Premio "Golden Boy":  Digne Kaelas Pounga (Centre National Brazzaville)[3]
- Miglior portiere del torneo:  Favour Aputaziem (Beyond Limits)[3]
- Premio "Mauro Bellugi" al miglior difensore del torneo:  Victory Iboro (Beyond Limits)[3]
- Premio "Gianluca Signorini" al miglior difensore della finale:  Axel Richilaude Lebo (Centre National Brazzaville)[3]
- Premio "Sergio Vatta" all'allenatore della squadra vincitrice:  Ajibolade Olumide (Beyond Limits)[3]